# Føllenslev Station
Føllenslev Station er en nedlagt dansk jernbanestation ved Føllenslev i Nordvestsjælland. Den havde et omløbsspor på ca. 140 m.